# Paspalum paniculatum
Paspalum paniculatum är en gräsart som beskrevs av Carl von Linné. Paspalum paniculatum ingår i släktet tvillinghirser, och familjen gräs. Inga underarter finns listade i Catalogue of Life.